# Sophia Wilhelmina Kayserin
Sophia Wilhelmina Kayser, geborene Rabi (* 1677 in Koroni; † 7. Februar 1735 in Elsnig) war eine sogenannte „Beutetürkin“, die ihr Leben am kursächsischen Hof und sodann als evangelische Pfarrersfrau verbrachte.

## Leben
Auf Morea von angeblich türkischen Eltern geboren (vermutlich handelte es sich jedoch entsprechend dem Mädchennamen „Rabi“ zu urteilen um ethnische Araber) wurde sie nach der im August 1685 im Sturm erfolgten Eroberung ihrer Heimatstadt Koroni durch venezianisch-deutsche Truppen offenbar von einem deutschen Offizier gerettet und von ihm in die sächsische Residenz Dresden gebracht. Hier wurde das Kind sodann der Kurfürstin Anna Sophia, Gemahlin von Kurfürst Johann Georg III., überlassen, an deren Hof sie aufgezogen und im christlichen Glauben ausgebildet wurde. In der Taufe erhielt das Mädchen die Vornamen Sophia Wilhelmina, während ihr Nachname nun Rabi lautete. Offenbar wurde sie nach Anna Sophia und ihrer bei ihr lebenden verwitweten Schwester, der Kurfürstinwitwe Wilhelmine Ernestine von der Pfalz, benannt, die anscheinend beide die Patenschaft für Rabi übernahmen. Zuerst lebte diese mit im Residenzschloss in Dresden und ab 1692, nachdem Anna Sophia ihren Hauptwohnsitz in ihren Witwensitz Schloss Lichtenberg bei Prettin verlegt hatte, mit dort. Sicher wird das Mädchen anfangs mit für kleine Hilfsdienste am Hof eingesetzt worden sein, nach ihrer Taufe jedoch eine Stellung als Kammerjungfer oder ähnliches erhalten haben.
1712, also relativ spät, ging Sophia Wilhelmina die Ehe mit dem im nahen Bethau wirkenden Pfarrer Carl Friedrich Kayser ein. Es lässt sich davon ausgehen, dass die Kurfürstinwitwe Anna Sophia die Hochzeit ausrichtete und auch die Mitgift beisteuerte. In der Ehe wurde ein Sohn geboren, der den Namen Friedrich Wilhelm erhielt. 1724 siedelte die Familie nach Elsnig über, wo Kayser das Pfarramt übernahm. Hier verstarb Sophia Wilhelmina 1735 mit 58 Jahren. Ihr Mann, der danach nochmals geheiratet hatte, folgte ihr 1738 nach. Für beide wurde in der Kirche Elsnig ein handwerklich gut gearbeiteter Grabstein/Epitaph errichtet, dessen Inschrift an die ungewöhnliche Herkunft von Sophia Wilhelmina Rabi erinnert.